# Bedfordshire
Il Bedfordshire (pronuncia [ˈbɛdfərdʃər] o [ˈbɛdfərdʃɪər], abbreviato Beds.) è una contea dell'Inghilterra orientale.

## Geografia fisica
La contea confina a nord-ovest con il Northamptonshire, a est con il Cambridgeshire, a sud-est ed a sud con l'Hertfordshire, a sud-ovest con il Buckinghamshire ed a ovest con il borough di Milton Keynes che fa parte del Buckinghamshire.
Il territorio è pianeggiante e drenato dal fiume Great Ouse e dai suoi affluenti. Solo nel settore sud-occidentale presenta un andamento ondulato e collinoso nell'estremo sud in corrispondenza delle colline Chilterns. È qui che il territorio raggiunge la massima altezza con i 243 metri delle Dunstable Downs. Poco lontane sono situate le città di Dunstable e di Luton. Quest'ultima ospita il quarto aeroporto di Londra da cui dista circa 50 km. Il capoluogo di contea è la città di Bedford, posta sul Great Ouse al centro della contea. Altro centro importante nel sud della contea è Leighton Buzzard sul Grand Union Canal.

## Geografia antropica

### Suddivisioni amministrative
La contea è divisa in tre autorità unitarie:Bedford, Central Bedfordshire e Luton, che ne fanno parte solo per funzioni cerimoniali. Luton è un distretto unitario dal 1997, mentre il Central Bedfordshire è stato istituito nel 2009 dai precedenti distretti del Mid Bedfordshire e South Bedfordshire.

#### Distretti
La contea è divisa in 3 autorità unitarie:
| Mappa | 1. Bedford (autorità unitaria) 2. Central Bedfordshire (autorità unitaria) 3. Luton (autorità unitaria) |

## Monumenti e luoghi d'interesse
- Birrificio Charles Wells
- Cardington, villaggio legato allo sviluppo dell'industria aeronautica. Negli hangar ancora presenti è stato girato nel 2005 il film Batman Begins.
- De Grey Mausoleum
- Dunstable Downs, colline che fanno parte della catena delle Chiltern Hills, nel sud della contea.
- Elstow Moot Hall
- Harrold Odell Country Park
- Hoo Hill Maze
- Houghton House
- Leighton Buzzard Railway
- Luton Hoo, residenza di campagna alla periferia di Luton costruita dall'architetto neoclassico Robert Adam.
- Marston Vale Community Forest, foresta in una zona in cui predominava l'industria del mattone fino agli anni Settanta. Molte cave di argilla sono state convertite in laghetti.
- Priory Country Park
- RSPB The Lodge, Sandy
- The Shuttleworth Collection, museo dell'aeronautica e dell'automobile ospitato alla pista aerea di Old Warden.
- Stevington Windmill
- Stockwood Craft Museum
- Stewartby Lake

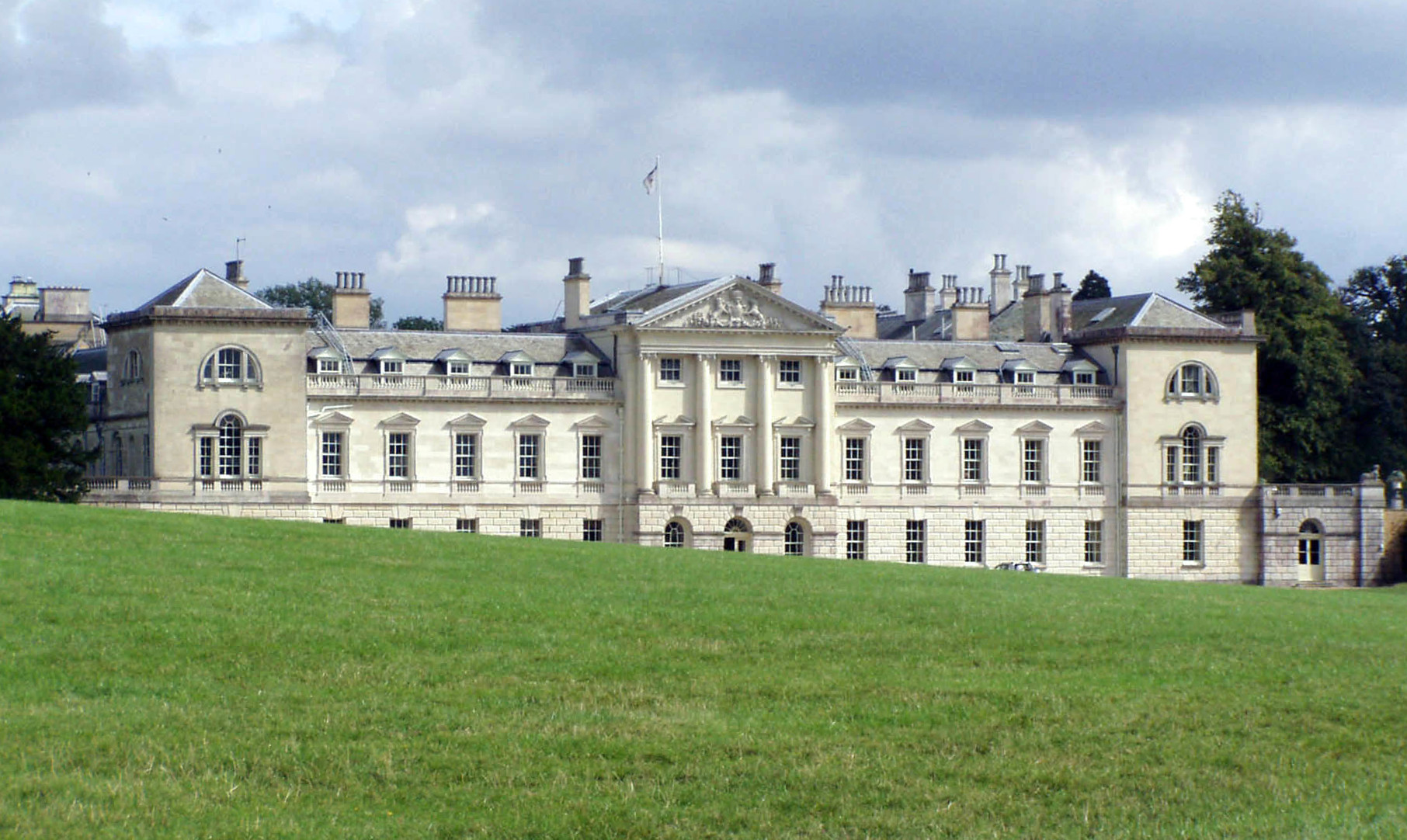
La facciata occidentale della Woburn Abbey.

- Whipsnade Wildlife Park, zoo di quasi 2,5 km², parte dello zoo di Londra di Regent's Park.
- Whipsnade Tree Cathedral, giardino alberato di 38000 m² progettato secondo lo schema di una cattedrale.
- Willington, tenuta con stalle e colombaie del XVI secolo.
- Woburn Abbey
- Woburn Wildlife Park, zoo safari.
- Wrest Park Gardens